# Nuoto ai Giochi della XXXIII Olimpiade - 1500 metri stile libero femminili
La gara di nuoto dei 1500 metri stile libero femminili dei Giochi della XXXIII Olimpiade di Parigi è stata disputata il 30 e 30 luglio 2024 presso l'Olympic Aquatics Centre alla Paris La Défense Arena.

## Record
Prima della competizione il record del mondo e il record olimpico erano i seguenti:
| Record mondiale | 15'20"48 | Katie Ledecky Stati Uniti | 16 maggio 2018 Indianapolis, Stati Uniti |
| Record olimpico | 15'35"35 | Katie Ledecky Stati Uniti | 26 luglio 2021 Tokyo, Giappone           |

Durante la competizione è stato stabilito il seguente record:
| Data           | Evento | Atleta        | Nazione     | Tempo    | Record          |
| -------------- | ------ | ------------- | ----------- | -------- | --------------- |
| 31 luglio 2024 | Finale | Katie Ledecky | Stati Uniti | 15'30"02 | Record olimpico |

## Programma
| Data           | Ora (UTC+1) | Turno    |
| -------------- | ----------- | -------- |
| 30 luglio 2024 | 11:44       | Batterie |
| 31 luglio 2024 | 21:04       | Finale   |

## Risultati

### Batterie
| Pos. | Batteria | Corsia | Atleta                  | Nazionalità   | Tempo    | Note |
| ---- | -------- | ------ | ----------------------- | ------------- | -------- | ---- |
| 1    | 3        | 4      | Katie Ledecky           | Stati Uniti   | 15'47"43 | Q    |
| 2    | 2        | 2      | Simona Quadarella       | Italia        | 15'51"19 | Q    |
| 3    | 2        | 5      | Anastasija Kirpičnikova | Francia       | 15'52"46 | Q    |
| 4    | 2        | 3      | Isabel Marie Gose       | Germania      | 15'53"27 | Q    |
| 5    | 2        | 6      | Moesha Johnson          | Australia     | 16'04"02 | Q    |
| 6    | 3        | 5      | Li Bingjie              | Cina          | 16'05"26 | Q    |
| 7    | 3        | 2      | Beatriz Dizotti         | Brasile       | 16'05"40 | Q    |
| 8    | 3        | 1      | Leonie Märtens          | Germania      | 16'08"69 | Q    |
| 9    | 1        | 5      | Gan Ching Hwee          | Singapore     | 16'10"13 |      |
| 10   | 3        | 6      | Katie Grimes            | Stati Uniti   | 16'12"11 |      |
| 11   | 2        | 1      | Ginevra Taddeucci       | Italia        | 16'12"45 |      |
| 12   | 2        | 7      | Eve Thomas              | Nuova Zelanda | 16'13"74 |      |
| 13   | 2        | 2      | Gao Weizhong            | Cina          | 16'27"11 |      |
| 14   | 1        | 4      | Kristel Köbrich         | Cile          | 16'27"18 |      |
| 15   | 3        | 7      | Vivien Jackl            | Ungheria      | 16'31"25 |      |
| 16   | 1        | 3      | Sasha Gatt              | Malta         | 17'00"54 |      |
| -    | 3        | 3      | Lani Pallister          | Australia     | dns      | dns  |

### Finale
| Pos.    | Corsia | Atleta                  | Nazionalità | Tempo    | Note |
| ------- | ------ | ----------------------- | ----------- | -------- | ---- |
| Oro     | 4      | Katie Ledecky           | Stati Uniti | 15'30"02 |      |
| Argento | 3      | Anastasija Kirpičnikova | Francia     | 15'40"35 |      |
| Bronzo  | 6      | Isabel Gose             | Germania    | 15'41"16 |      |
| 4       | 5      | Simona Quadarella       | Italia      | 15'44"05 |      |
| 5       | 7      | Li Bingjie              | Cina        | 16'01"03 |      |
| 6       | 2      | Moesha Johnson          | Australia   | 16'02"70 |      |
| 7       | 1      | Beatriz Dizotti         | Brasile     | 16'02"86 |      |
| 8       | 8      | Leonie Märtens          | Germania    | 16'12"57 |      |